# Cadeilhan
Cadeilhan település Franciaországban, Gers megyében. Lakosainak száma 145 fő (2022. január 1.). Cadeilhan Bajonnette, Bivès, Brugnens, Monfort és Saint-Léonard községekkel határos.

## Népesség
A település népességének változása:
| Lakosok száma | 111  | 117  | 100  | 129  | 124  | 128  | 139  | 138  | 136  | 145  |
|               | 1968 | 1982 | 1990 | 2006 | 2013 | 2015 | 2017 | 2019 | 2020 | 2022 |